# 대한민국 민법 제565조
대한민국 민법 제565조는 해약금에 대한 민법 채권법 조문이다.

## 조문
제565조(해약금) (1) 매매의 당사자일방이 계약당시에 금전 기타 물건을 계약금, 보증금등의 명목으로 상대방에게 교부한 때에는 당사자간에 다른 약정이 없는 한 당사자의 일방이 이행에 착수할 때까지 교부자는 이를 포기하고 수령자는 그 배액을 상환하여 매매계약을 해제할 수 있다.

(2) 제551조의 규정은 전항의 경우에 이를 적용하지 아니한다.

第565條(解約金) ① 賣買의 當事者 一方이 契約當時에 金錢 其他 物件을 契約金, 保證金等의 名目으로 相對方에게 交付한 때에는 當事者間에 다른 約定이 없는 限 當事者의 一方이 履行에 着手할 때까지 交付者는 이를 抛棄하고 受領者는 그 倍額을 償還하여 賣買契約을 解除할 수 있다.
②第551條의 規定은 前項의 境遇에 이를 適用하지 아니한다.

## 판례
- 매매계약에 있어서 매도인이 위약시는 계약금의 배액을 매수인에게 배상하고 매수인이 위약시는 계약금을 매도인에게 포기하고 하등의 통지없이 해약키로 함이란 기재가 있다 하여도 본건과 같은 매매계약은 쌍무계약임이 당사자 사이에 다툼이 없고 또 그 매매당사자의 어느 일방이 채무를 선이행하여야 할 사정도 엿보이지 아니하는 본건에 있어서 볼 때 위 조항은 위약한 당사자가 상대방에게 계약금을 포기하거나 그 배액을 배상하여 계약을 해제할 수 있다는 일종의 해제권 유보조항이라 할 것이지 상대방의 위약을 들고 최고나 통지없이 해제할 수 있는 특약이라고 볼 수 없다.[1]

## 같이 보기
- 해약금